# Matyáš Kovanda
Matyáš Kovanda (17. února 1711, Nižbor – 13. prosince 1767, Uherské Hradiště) byl barokní sochař a štukatér, jezuita, starší bratr sochaře Václava Kovandy.

## Život a dílo
Od roku 1741 činný v Jihlavě, kde prováděl štukové výzdoby měšťanských domů (např. Palackého ul. čp. 5) a zhotovil štukový portál kaple Bolestné Panny Marie v kostele sv. Jakuba. Roku 1744 se ujal výzdoby dvou oltářů v kapli sv. Vincenta Ferrerského v dominikánském klášterním kostele ve Znojmě.
Od roku 1744 byl členem jezuitského řádu, kde pracoval jako sochař i v úřednických funkcích v Jihlavě, Praze, Kutné Hoře a Olomouci. Je autorem dřevěných soch sv. Ignáce a sv. Jana Nepomuckého pro jezuitskou kolej v Jihlavě a oltáře v kostele sv. Kříže (nedochováno).
V Praze v letech 1751–1757 působil jako jezuitský koadjutor a je autorem soch andělů v kostele sv. Salvátora.
V Uherském Hradišti, kde pobýval roku 1760 a znovu od roku 1766 do své smrti v následujícím roce, je mu připisováno autorství pozlacených soch andělů na hlavním oltáři kostela svatého Františka Xaverského.